# Mataeocephalus tenuicauda
El granadero de cola fina (Mataeocephalus tenuicauda) es una especie de pez de la familia Macrouridae en el orden de los Gadiformes.

## Morfología
Los machos pueden llegar alcanzar los 30 cm de longitud total.

## Hábitat
Es un pez de aguas profundas que vive entre 700-1.600 m de profundidad.

## Distribución geográfica
Se encuentran en las costas  pacíficas de Panamá, Colombia y Ecuador (incluyendo las Islas Galápagos ).